# Dagen (1896–1920)
Dagen var en svensk tidning som utgavs 1896–1920. Den började utges i Stockholm i december 1896 som en billighetstidning, och utkom varje helgfri morgon och (från 1905) middag, ägdes av Aftonbladets bolag och hade gemensam huvudredaktör, förvaltning och officin med Aftonbladet, men egen redaktion.
Huvudredaktör var från början Harald Sohlman, från januari 1898 till 1 augusti 1905 med D. Bergström som "biträdande redaktör". Tidningens ståndpunkt sammanföll i huvudsak också med Aftonbladets. Bland ordinarie medarbetare i tidningen kan nämnas T. Blanche, A. Runström och E. Svensén.
Årsprenumerationspriset var i Stockholm 6 kr, i landsorten 5,50. Till och med dec. 1905 utgavs även en särskild landsortsupplaga, men den indrogs då, samtidigt med att av tidningen började utges en middagsupplaga, som i likhet med morgonupplagan var avsedd för både Stockholm och landsorten. Lösnummerpriset var i början 2 öre, men höjdes i mars 1901 till 3 öre. Formatet utvidgades efter hand från 5- till 8-spaltigt. Annonspriset var i båda upplagorna tillsammans pr cm. före texten 1 kr., efter texten 80 öre. Bägge upplagorna utgick i sammanlagt omkr. 30,000 ex.
År 1913 bildades ett särskilt bolag för fortsatt utgivning av tidningen. Den flyttades 1916 till Malmö, där den under namn av Skånetidningen Dagen av ännu ett nytt bolag, "Skånetidningen Dagens a.-b.", utgavs, tills den med utgången av 1920 lades ned.